# Hermann von Wartenberg
Hermann Friedrich Wilhelm von Wartenberg (* 16. August 1857 in Liegnitz; † 5. November 1917 bei Verdun) war ein preußischer General der Infanterie.

## Leben

### Herkunft
Hermann entstammte dem Adelsgeschlecht Wartenberg. Er war ein Sohn des gleichnamigen preußischen Oberst Hermann von Wartensleben (1814–1874) und dessen Ehefrau Elisabeth, geborene Elsner (1826–1910). Seine jüngeren Brüder Friedrich (1859–1943) und Heinrich (1865–1940) wurden preußische Generalmajore.

### Militärkarriere
Wartenberg erhielt seine Erziehung im elterlichen Hause. Er besuchte eine Privatschule in Hirschberg, Gymnasien in Posen und Jauer sowie die Kadettenhäuser in Wahlstatt und Berlin. Anschließend wurde er am 23. April 1874 als Sekondeleutnant dem 3. Posenschen Infanterie-Regiment Nr. 58 der Preußischen Armee überwiesen. Zur weiteren Ausbildung absolvierte er ab Oktober 1878 für drei Jahre die Kriegsakademie, stieg Ende November 1884 zum Premierleutnant auf und wurde Mitte Februar 1887 unter Stellung à la suite seines Regiments als Adjutant des Gouvernements in Köln kommandiert. Unter Belassung in diesem Kommando und Beförderung zum überzähligen Hauptmann erfolgte Ende Mai 1889 seine Versetzung in das 8. Rheinische Infanterie-Regiment Nr. 70. Mit der Ernennung zum Kompaniechef im Infanterie-Regiment „Herwarth von Bittenfeld“ (1. Westfälisches) Nr. 13 trat Wartenberg am 19. November 1889 in den Truppendienst zurück. Am 21. Juni 1894 wurde Wartenberg zur Dienstleistung beim Kriegsministerium kommandiert und Mitte August in die 2. Infanterie-Abteilung (A 2) des Allgemeinen Kriegsdepartements im Kriegsministerium versetzt. In dieser Eigenschaft avancierte er Mitte Dezember 1894 zum Major. Vom 18. August 1898 bis zum 17. April 1901 war er Kommandeur des III. Bataillons im Infanterie-Regiment „von Lützow“ (1. Rheinisches) Nr. 25 in Rastatt. Anschließend wurde Wartenberg nach Stettin zum Stab des Grenadier-Regiments „König Friedrich Wilhelm IV.“ (1. Pommersches) Nr. 2 versetzt und Mitte Mai 1901 zum Oberstleutnant befördert. Daran schloss sich am 10. März 1904 mit der erneuten Versetzung in das Kriegsministerium seine Ernennung zum Abteilungschef an. In dieser Stellung stieg er Ende April 1904 zum Oberst auf und erhielt Mitte Dezember 1906 den Rang und die Gebührnisse als Brigadekommandeur. Mit der Beförderung zum Generalmajor wurde Wartenberg am 21. März 1908 Kommandeur der 22. Infanterie-Brigade in Breslau, war anschließend vom 7. Juli 1909 bis zum 3. April 1911 Inspekteur der Infanterieschulen und anschließend als Generalleutnant Kommandeur der 15. Division in Köln. In Genehmigung seines Abschiedsgesuches wurde er am 2. Mai 1912 mit Pension zur Disposition gestellt und nach seiner Verabschiedung durch Wilhelm II. mit dem Stern zum Roten Adlerorden II. Klasse mit Eichenlaub gewürdigt.
Zu Beginn des Ersten Weltkriegs wurde Wartenberg gemäß seiner Mobilmachungsbestimmung als z.D.-Offizier wiederverwendet. Er erhielt das Kommando über die 10. Reserve-Division, mit der er sich zunächst an der Schlacht bei Longwy und den Kämpfen um Verdun beteiligte. Ende Juni 1915 gab er das Kommando ab und übernahm dafür die ebenfalls an der Westfront stehende 19. Reserve-Division. Während der Schlacht um Verdun gelang es seinem Großverband am 17. April 1916 nicht nur die Wabengräben auf dem Nordhang der Albain-Schlucht zu überrennen und die französische Stellung auf dem Albain-Rücken zu erobern, sondern darüber hinaus auch noch das Ziel des 18. April, die Gräben auf dem Rücken nordwestlich der Thiaumont-Ferme, in die Hand zu bekommen. Dabei wurde rund 1800 Mann gefangen genommen sowie 35 Maschinengewehre und ein Feldgeschütz erbeutet. Die eigenen Verluste beliefen sich auf über 1000 Mann.
Zwischenzeitlich zum General der Infanterie befördert, war Wartenberg im Oktober 1916 in die Schlacht an der Somme und im April 1917 in die Schlacht an der Aisne eingebunden. Er wurde mit dem Kronen-Orden I. Klasse mit Schwertern ausgezeichnet, verlegte mit seiner Division an die Ostfront und nahm hier an den Kämpfen um Riga teil. Nach fünf Monaten kehrte Wartenberg im September 1917 an die Westfront zurück, wo er am 5. November 1917 vor Verdun gefallen ist.

### Familie
Wartenberg verheiratete sich am 6. Mai 1912 in Schreiberhau mit Elisabeth Morgall. Die Ehe blieb kinderlos.